# فردریک دبلیو لزلی
فردریک دبلیو لزلی (به انگلیسی: Frederick W. Leslie) فضانورد اهل کشور ایالات متحده آمریکا است که در ۱۹ دسامبر ۱۹۵۱ میلادی در آنکون، پاناما زاده شد. وی در مأموریت اس‌تی‌اس-۷۳ حضور داشته است.